# Aurora Kijów
«Kyiv Futsal»  –  ukraiński klub futsalu z siedzibą w stolicy kraju, mieście Kijów, grający od sezonu 2022/2023 w futsalowej Ekstra-Lidze Ukrainy.

## Historia
Chronologia nazw:
- 2011: Aurora Kijów (ukr. «Аврора» Київ)
- 2023: Aurora-CLUST Kijów (ukr. «Аврора-CLUST» Київ) – po fuzji z CLUST Kijów
- 2024: Aurora Kijów (ukr. «Аврора» Київ)

Klub futsalowy Aurora został założony w Kijowie w 2011 roku. Swój pierwszy mecz zespół rozegrał 23 sierpnia 2011 roku we Włoszech ze sportową drużyną taneczną tego kraju.
W tamtym czasie zawodnikami drużyny byli głównie tancerze, ale później w drużynie Aurory grali także znani piłkarze Serhij Nahorniak i Eduard Cychmejstruk. Od 2014 roku zespół występował głównie w różnych amatorskich turniejach w Kijowie i zdobył wiele medali. W sierpniu 2019 roku na czele zespołu stanął były piłkarz Zorii Ługańsk i FK Sewastopol Jewhen Zadorożny. To z nim drużyna została mistrzen Kijowskiej Ligi Biznesu w 2023 oraz zwyciężyła w turneju Rejo Cup Kijów w 2022 roku. 
Latem 2023 roku w wyniku fuzji z klubem CLUST Kijów, grającym w Ekstra-ligi, powstał zjednoczony klub Aurora-CLUST. Dzięki tej fuzji w sezonie 2023/24 zespół startował w elitarnym poziomie ukraińskiego futsalu.
22 stycznia 2024 włodarze klubu CLUST postanowili rozwiązać swój klub, dlatego od lutego klub występował z nazwą Aurora. W swoim pierwszym sezonie Ekstra-ligi w rundzie zasadniczej drużyna zajęła trzecie miejsce, ustępując jedynie gigantom ukraińskiego futsalu, HIT Kijów i Urahan Iwano-Frankiwsk, ale w fazie play-off dotarła do ćwierćfinału. Ponadto w Pucharze Ukrainy dotarła do finału, w którym przegrała z Urahan em dopiero w dogrywce.

## Barwy klubowe, strój i herb
|  |  |

Klub ma barwy zielono-niebieskie. Zawodnicy domowe spotkania zazwyczaj grają w białych koszulkach, białych spodenkach oraz białych getrach.

## Sukcesy

### Trofea międzynarodowe
Klub jeszcze nigdy nie zakwalifikował się do rozgrywek europejskich (stan na 31-05-2024).

### Trofea krajowe
| \| \| Zdobyte trofea w rozgrywkach Ukrainy (stan na: 31-05-2024) \| |                                                            |      |           |
| Rozgrywki                                                           | Osiągnięcie                                                | Razy | Sezon(y)  |
| · Mistrzostwo                                                       | I miejsce                                                  | 0    |           |
| · Mistrzostwo                                                       | II miejsce                                                 | 0    |           |
| · Mistrzostwo                                                       | III miejsce                                                | 0    |           |
| · Mistrzostwo                                                       | ćwierćfinalista                                            | 1    | 2023/24   |
| Puchar                                                              | zdobywca                                                   | 0    |           |
| Puchar                                                              | finalista                                                  | 1    | 2023/2024 |
| II liga                                                             | I miejsce                                                  | 0    |           |
| II liga                                                             | II miejsce                                                 | 0    |           |
| II liga                                                             | III miejsce                                                | 0    |           |
| Ukraina                                                             | Zdobyte trofea w rozgrywkach Ukrainy (stan na: 31-05-2024) |      |           |

- Liga Biznesu Kijowa:
  - mistrz (1): 2023
- Rejo Cup Kyiv:
  - zwycięzca (1): 2022
- Złota Dywizja Street Football Challenge Kyiv:
  - mistrz (1): 2019.

## Poszczególne sezony

### Rozgrywki międzynarodowe

#### Europejskie puchary
Nie uczestniczył w rozgrywkach europejskich.

### Rozgrywki krajowe
| \| \| Bilans występów klubu w rozgrywkach futsalowych Ukrainy (Stan na 31 maja 2024 r.) \| |                                                                                   |        |       |   |   |   |    |    |     |            |        |        |       |
| Poziom                                                                                     | Rozgrywki                                                                         | Sezony | Mecze | Z | R | P | B+ | B– | Pkt | Lata       | Awanse | Spadki | Naj.  |
| I                                                                                          | Wyszcza liha / Ekstra-liha                                                        | 1      |       |   |   |   |    |    |     | od 2023/24 | 0      | 0      | 1/4 f |
| II                                                                                         | Persza liha                                                                       | 0      |       |   |   |   |    |    |     |            | 0      | 0      |       |
| III                                                                                        | Druha liha                                                                        | 0      |       |   |   |   |    |    |     |            | 0      | 0      |       |
|                                                                                            | Puchar Ukrainy                                                                    | 1      |       |   |   |   |    |    |     | od 2023/24 | 0      | 0      | 2     |
| Ukraina                                                                                    | Bilans występów klubu w rozgrywkach futsalowych Ukrainy (Stan na 31 maja 2024 r.) |        |       |   |   |   |    |    |     |            |        |        |       |

## Futsaliści, trenerzy, prezydenci i właściciele klubu

### Trenerzy
- od 08.2019:  Jewhen Zadorożny

## Struktura klubu

### Stadion
Drużyna rozgrywa swoje mecze domowe w Kijowie w Hali CSK ZSU.  

## Kibice i rywalizacja z innymi klubami

### Derby
- HIT Kijów
- SkyUp Futsal Kijów